# ماریانو آرینی
ماریانو آرینی (انگلیسی: Mariano Arini؛ زادهٔ ۱۷ ژانویهٔ ۱۹۸۷) بازیکن فوتبال اهل ایتالیا است.
از باشگاه‌هایی که در آن بازی کرده‌است می‌توان به باشگاه فوتبال آولینو، باشگاه فوتبال ناپولی، و باشگاه فوتبال آ.اس. رم اشاره کرد.